# Carronia
Carronia es un género con cuatro especies de plantas de flores perteneciente a la familia Menispercaceae. Nativo de Nueva Guinea y Australia.

## Especies seleccionadas
- Carronia multisepalea
- Carronia pedicellata
- Carronia protensa
- Carronia thyrsiflora

- Datos: Q8341373
- Multimedia: Carronia / Q8341373
- Especies: Carronia